# Olympische Sommerspiele 1996/Leichtathletik – 5000 m (Frauen)

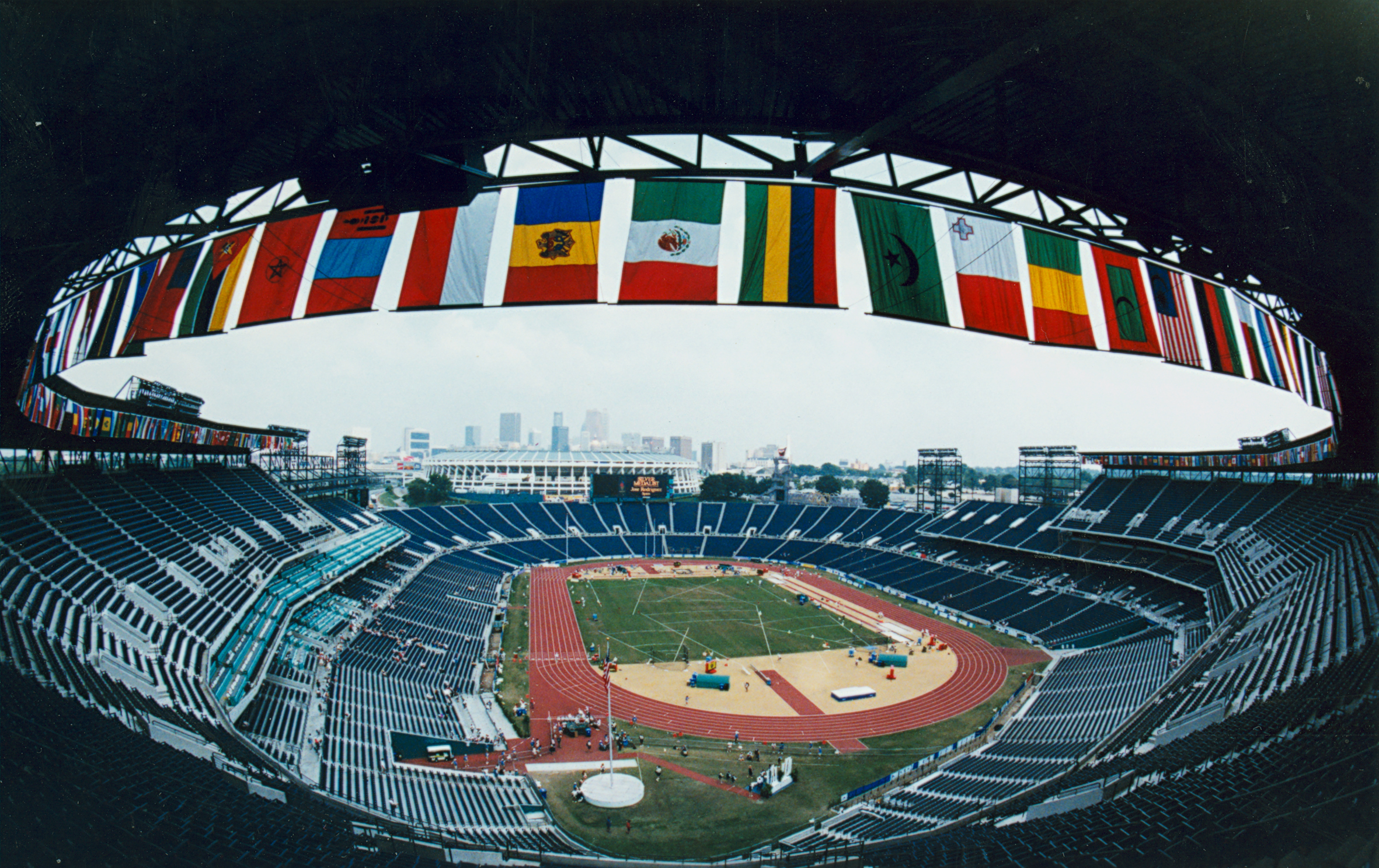
Das Centennial Olympic Stadium von Atlanta im Jahr 1996

Der 5000-Meter-Lauf der Frauen bei den Olympischen Spielen 1996 in Atlanta wurde am 26. und 28. Juli 1996 im Centennial Olympic Stadium ausgetragen. Diese Strecke wurde erstmals in der olympischen Frauenleichtathletik ausgetragen, sie ersetzte den von 1984 bis 1992 ausgetragenen 3000-Meter-Lauf. 46 Athletinnen nahmen teil.
Erste Olympiasiegerin wurde die Chinesin Wang Junxia. Sie gewann vor der Kenianerin Pauline Konga und der Italienerin Roberta Brunet.
Für Deutschland starteten Claudia Lokar und Petra Wassiluk, die beide in der Vorrunde ausschieden.

Die Schweizerin Anita Weyermann erreichte das Finale und wurde dort Vierzehnte.

Athletinnen aus Österreich und Liechtenstein nahmen nicht teil.

## Aktuelle Titelträgerinnen
| Olympiasiegerin 1992 – 3000 Meter         | Jelena Romanowa ( EUN)             | 8:46,04 min  | Barcelona 1992       |
| Weltmeisterin 1995                        | Sonia O’Sullivan ( Irland)         | 14:46,47 min | Göteborg 1995        |
| Europameisterin 1994 – 3000 Meter         | Sonia O’Sullivan ( Irland)         | 8:31,84 min  | Helsinki 1994        |
| Panamerikanische Meisterin 1995           | Adriana Fernández ( Mexiko)        | 15:46,32 min | Mar del Plata 1995   |
| Zentralamerika und Karibik-Meisterin 1995 | Adriana Fernández ( Mexiko)        | 16:34,3 min  | Guatemala-Stadt 1995 |
| Südamerika-Meisterin 1995                 | Marlene Flores ( Chile)            | 16:48,35 min | Manaus 1995          |
| Asienmeisterin 1995                       | Wang Junxia ( Volksrepublik China) | 15:25,65 min | Jakarta 1995         |
| Afrikameisterin 1996                      | Florence Djépé ( Kamerun)          | 17:59,32 min | Yaoundé 1996         |
| Ozeanienmeisterin 1994                    | Nicola McDonald ( Neuseeland)      | 18:03,37 min | Auckland 1994        |

## Rekorde

### Bestehende Rekorde
| Weltrekord         | 14:36,45 min                                                | Fernanda Ribeiro ( Portugal)                                | Hechtel, Belgien                                            | 22. Juli 1995                                               |                                                             |
| Olympischer Rekord | Wettbewerb bei Olympischen Spielen bisher nicht ausgetragen | Wettbewerb bei Olympischen Spielen bisher nicht ausgetragen | Wettbewerb bei Olympischen Spielen bisher nicht ausgetragen | Wettbewerb bei Olympischen Spielen bisher nicht ausgetragen | Wettbewerb bei Olympischen Spielen bisher nicht ausgetragen |

Nachdem im ersten Vorlauf der erste olympische Rekord aufgestellt worden war, wurde dieser in den darauffolgenden Rennen zweimal verbessert:

### Erster olympischer Rekord und Rekordverbesserungen
- 15:15,80 min – Sonia O’Sullivan (Irland), erster olympischer Rekord im ersten Vorlauf
- 15:07,01 min – Pauline Konga (Kenia), dritter Vorlauf
- 14:59,88 min – Wang Junxia (Volksrepublik China), Finale

## Doping
Die US-Amerikanerin Mary Slaney, früher auch erfolgreich unter ihrem Namen Mary Decker, kam im zweiten Vorlauf zunächst in einer Zeit von 15:41,30 min auf Platz sieben ins Ziel. Im Juni 1996 war sie bei den US-Olympiaausscheidungen durch einen erhöhten Testosteron/Epitestosteron-Wert auffällig geworden. Von der IAAF wurde sie wegen Verstoßes gegen die Antidopingbestimmungen für vier Jahre gesperrt, doch der US-Verband sprach sie frei. Im April 1999 wurde Slaney vom Schiedsgericht der IAAF nachträglich für die Zeit vom 17. Juli 1996 bis zum 17. Juni 1998 gesperrt, ihre zuvor seit dem positiven Test erzielten Ergebnisse wurden gestrichen. Damit war für sie sie auch die nachträgliche Disqualifikation für diesen Vorlauf die zwangsläufige Folge.

## Vorrunde
26. Juli 1996
Die Athletinnen traten zu insgesamt drei Vorläufen an. Für das Finale qualifizierten sich pro Lauf die ersten vier Sportlerinnen. Darüber hinaus kamen die drei Zeitschnellsten, die sogenannten Lucky Loser, weiter. Die direkt qualifizierten Läuferinnen sind hellblau, die Lucky Loser hellgrün unterlegt.
Anmerkung:
Alle Zeiten sind in Ortszeit Atlanta (UTC−5) angegeben.

### Vorlauf 1
19:50 Uhr

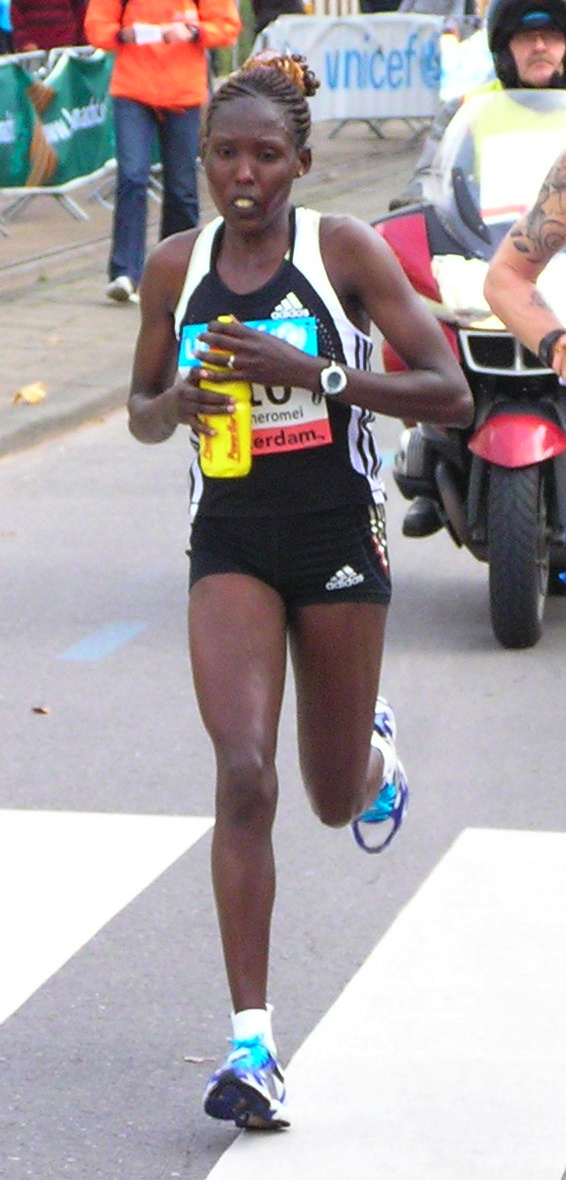
Lydia Cheromei – ausgeschieden als Zehnte des ersten Vorlaufs
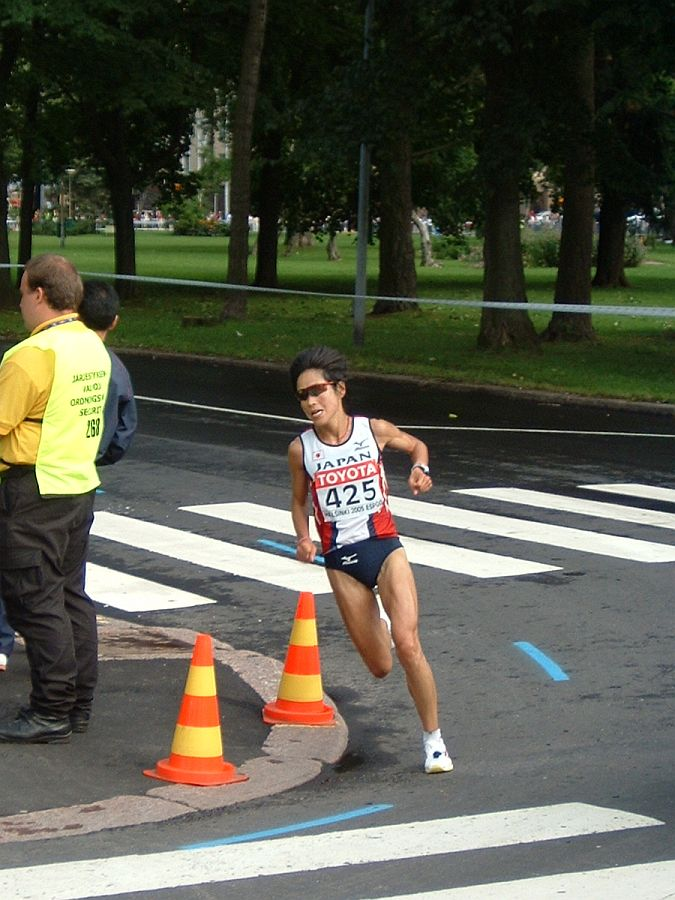
Harumi Hiroyama (hier bei einem Marathonrennen im Jahr 2005) scheiterte als Elfte des ersten Vorlaufs

| Platz | Name             | Nation              | Zeit (min) | Anmerkung |
| ----- | ---------------- | ------------------- | ---------- | --------- |
| 1     | Sonia O’Sullivan | Irland              | 15:15,80   | erster OR |
| 2     | Elena Fidatow    | Rumänien            | 15:17,89   |           |
| 3     | Lynn Jennings    | USA                 | 15:19,66   |           |
| 4     | Anita Weyermann  | Schweiz             | 15:19,91   |           |
| 5     | Sara Wedlund     | Schweden            | 15:20,61   |           |
| 6     | Anne Hare        | Neuseeland          | 15:22,31   |           |
| 7     | Petra Wassiluk   | Deutschland         | 15:37,73   |           |
| 8     | Yang Siju        | Volksrepublik China | 15:40,41   |           |
| 9     | Roseli Machado   | Brasilien           | 15:41,63   |           |
| 10    | Lydia Cheromei   | Kenia               | 15:49,85   |           |
| 11    | Harumi Hiroyama  | Japan               | 15:50,43   |           |
| 12    | Isabel Martínez  | Spanien             | 15:59,42   |           |
| 13    | Luchia Yishak    | Äthiopien           | 16:04,29   |           |
| 14    | Kate Anderson    | Australien          | 16:17,83   |           |
| 15    | Alison Wyeth     | Großbritannien      | 16:24,74   |           |
| 16    | Rachida Mahamane | Niger               | 19:17,87   |           |

### Vorlauf 2

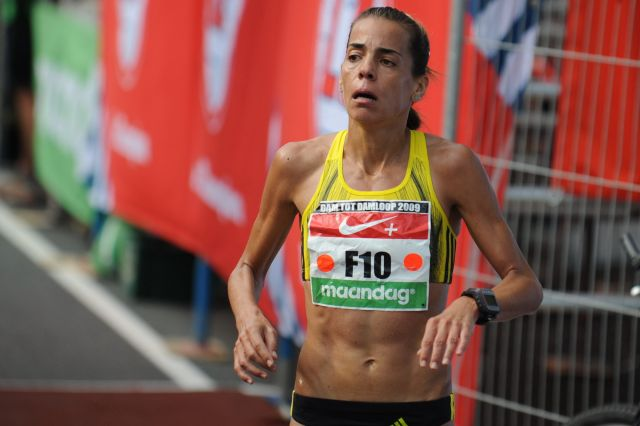
Ana Dias – ausgeschieden als Zehnte des zweiten Vorlaufs
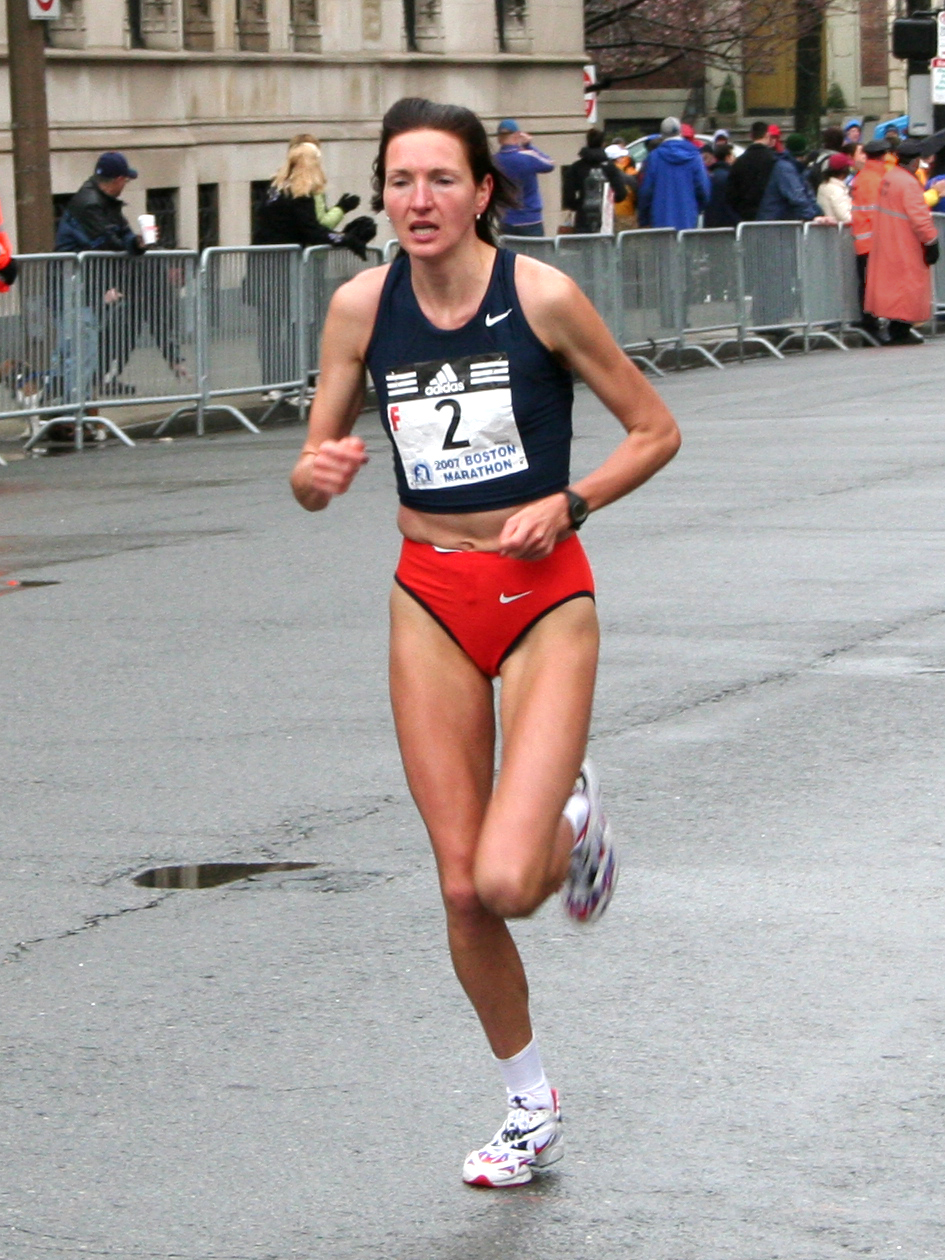
Jeļena Čelnova – ausgeschieden als Zwölfte des zweiten Vorlaufs

20:20 Uhr
| Platz | Name              | Nation              | Zeit (min) |
| ----- | ----------------- | ------------------- | ---------- |
| 1     | Roberta Brunet    | Italien             | 15:22,58   |
| 2     | Michiko Shimizu   | Japan               | 15:23,56   |
| 3     | Paula Radcliffe   | Großbritannien      | 15:23,90   |
| 4     | Wang Junxia       | Volksrepublik China | 15:24,28   |
| 5     | Rose Cheruiyot    | Kenia               | 15:16,87   |
| 6     | Claudia Lokar     | Deutschland         | 15:28,35   |
| 7     | Kathy Butler      | Kanada              | 15:47,50   |
| 8     | Merima Denboba    | Äthiopien           | 15:48,35   |
| 9     | Nina Christiansen | Dänemark            | 15:56,38   |
| 10    | Ana Dias          | Portugal            | 15:57,35   |
| 11    | Stela Olteanu     | Rumänien            | 15:58,28   |
| 12    | Jeļena Čelnova    | Lettland            | 15:59,00   |
| 13    | Marie McMahon     | Irland              | 15:59,12   |
| 14    | Natalie Harvey    | Australien          | 16:06,45   |
| DNS   | Gwen Griffiths    | Südafrika           |            |
| DOP   | Mary Slaney       | USA                 | 15:41,30   |

### Vorlauf 3

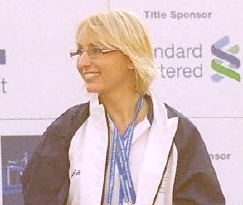
Mitfavoritin Gabriela Szabo erreichte als Siebte des dritten Vorlaufs nicht das Finale
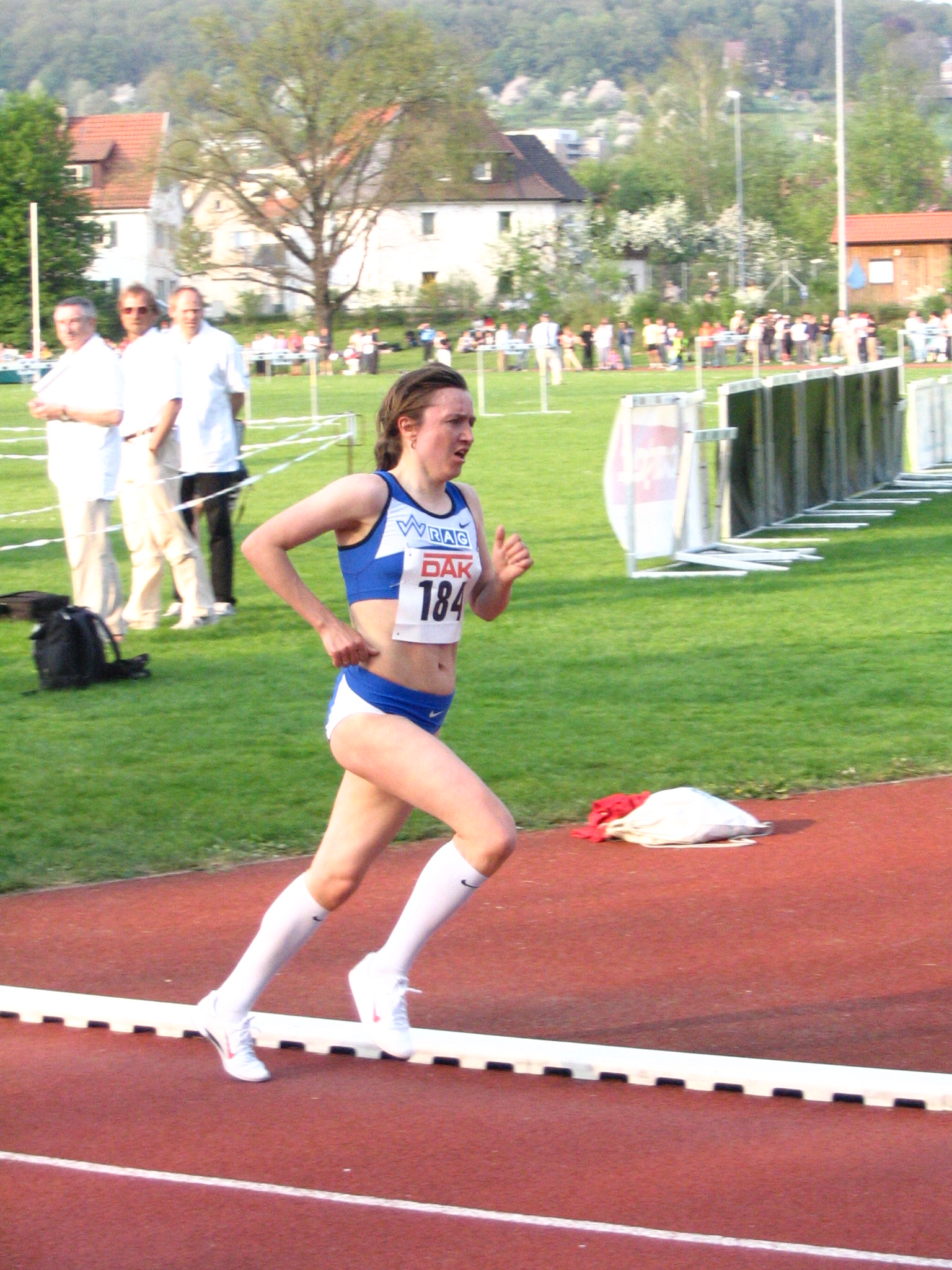
Irina Mikitenko (hier noch für Kasachstan, in späteren Jahren für Deutschland am Start) schied als Elfte des dritten Vorlaufs aus

20:50 Uhr
| Platz | Name                  | Nation              | Zeit (min) | Anmerkung |
| ----- | --------------------- | ------------------- | ---------- | --------- |
| 1     | Pauline Konga         | Kenia               | 15:07,01   | OR        |
| 2     | Ayelech Worku         | Äthiopien           | 15:21,59   |           |
| 3     | Amy Rudolph           | USA                 | 15:21,90   |           |
| 4     | Jelena Romanowa       | Russland            | 15:23,37   |           |
| 5     | Wei Li                | Volksrepublik China | 15:33,49   |           |
| 6     | Silvia Sommaggio      | Italien             | 15:33,63   |           |
| 7     | Gabriela Szabo        | Rumänien            | 15:42,35   |           |
| 8     | María Cristina Petite | Spanien             | 15:48,63   |           |
| 9     | Zahra Ouaziz          | Marokko             | 15:55,03   |           |
| 10    | Katy McCandless       | Irland              | 15:55,66   |           |
| 11    | Irina Mikitenko       | Kasachstan          | 15:57,67   |           |
| 12    | Yoshiko Ichikawa      | Japan               | 15:58,90   |           |
| 13    | Sonia McGeorge        | Großbritannien      | 16:01,92   |           |
| 14    | Robyn Meagher         | Kanada              | 16:24,49   |           |
| 15    | Marta Portoblanco     | Nicaragua           | 18:42,78   |           |
| DNS   | Carolyn Schuwalow     | Australien          |            |           |

## Finale

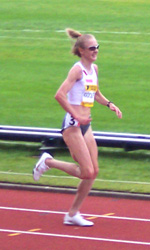
Paula Radcliffe wurde Olympiafünfte

28. Juli 1996, 20:45 Uhr
| Zwischenzeiten      | Zwischenzeiten | Zwischenzeiten                           | Zwischenzeiten |
| Zwischenzeit- Marke | Zwischenzeit   | Führende                                 | 1000-m-Zeit    |
| ------------------- | -------------- | ---------------------------------------- | -------------- |
| 1000 m              | 3:06,15 min    | Pauline Konga vor dem geschlossenen Feld | 3:06,15 min    |
| 2000 m              | 6:08,76 min    | Anne Hare vor dem geschlossenen Feld     | 3:03,51 min    |
| 3000 m              | 9:08,02 min    | Pauline Konga vor größerer Spitzengruppe | 2:59,26 min    |
| 4000 m              | 12:05,25 min   | Pauline Konga vor Wang Junxia            | 2:57,23 min    |
| 5000 m              | 14:59,88 min   | Wang Junxia                              | 2:54,63 min    |

| Platz | Name             | Nation              | Zeit (min) | Anmerkung |
| ----- | ---------------- | ------------------- | ---------- | --------- |
| 1     | Wang Junxia      | Volksrepublik China | 14:59,88   | OR        |
| 2     | Pauline Konga    | Kenia               | 15:03,49   |           |
| 3     | Roberta Brunet   | Italien             | 15:07,52   |           |
| 4     | Michiko Shimizu  | Japan               | 15:09,05   |           |
| 5     | Paula Radcliffe  | Großbritannien      | 15:13,11   |           |
| 6     | Jelena Romanowa  | Russland            | 15:14,09   |           |
| 7     | Elena Fidatow    | Rumänien            | 15:16,71   |           |
| 8     | Rose Cheruiyot   | Kenia               | 15:17,33   |           |
| 9     | Lynn Jennings    | USA                 | 15:17,50   |           |
| 10    | Amy Rudolph      | USA                 | 15:19,77   |           |
| 11    | Sara Wedlund     | Schweden            | 15:22,98   |           |
| 12    | Ayelech Worku    | Äthiopien           | 15:28,81   |           |
| 13    | Anne Hare        | Neuseeland          | 15:29,11   |           |
| 14    | Anita Weyermann  | Schweiz             | 15:44,40   |           |
| DNF   | Sonia O’Sullivan | Irland              |            |           |

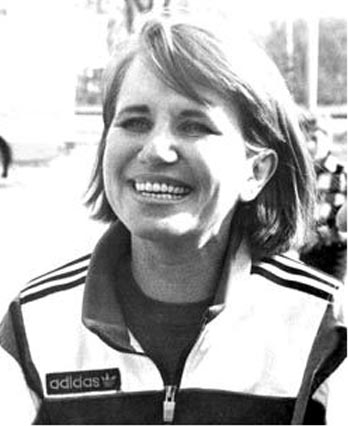
Die Olympiasechste Jelena Romanowa

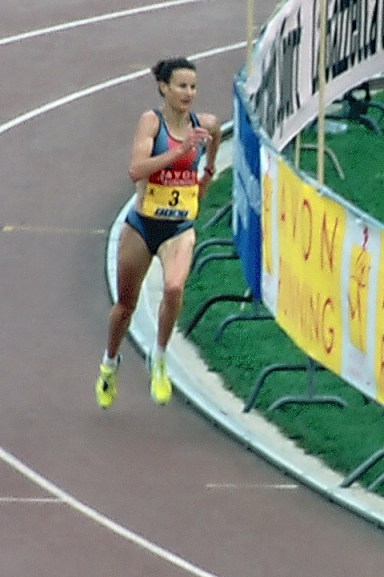
Die Weltmeisterin und amtierende Europameisterin über 3000 Meter Sonia O’Sullivan gab das Rennen auf

Für das erste olympische Finale auf dieser Distanz hatten sich je zwei Kenianerinnen und US-Athletinnen sowie je eine Starterin aus Äthiopien, China, Irland, Italien, Japan, Neuseeland, Rumänien, Russland, Schweden, der Schweiz und Großbritannien qualifiziert.
Favoritin war vor allem Weltmeisterin Sonia O’Sullivan aus Irland, zugleich amtierende Europameisterin über 3000 Meter. Die stark eingeschätzte Rumänin Gabriela Szabo war wie auch die marokkanische WM-Dritte Zahra Ouaziz schon im Vorlauf ausgeschieden. Weitere Anwärterinnen auf vordere Platzierungen waren die Britin Paula Radcliffe, die allerdings bei engen Finish-Situationen immer Probleme mit ihren Spurtfähigkeiten hatte, sowie die chinesische Weltmeisterin von 1993 über 10.000 Meter Wang Junxia. Schwer einzuschätzen waren die Teilnehmerinnen aus Afrika und China. Vor allem chinesische Läuferinnen hatten in der jüngeren Vergangenheit – vor allem bei den Weltmeisterschaften 1993 in Stuttgart – immer wieder mit Spitzenleistungen verblüfft.
Nach 1000 Metern übernahm die Kenianerin Pauline Konga die Führung. Mit einer Durchgangszeit von 3:06,15 min an dieser Stelle war das Rennen nicht besonders schnell. O’Sullivan hatte zunehmend Probleme mit der Hitze, fiel nach Streckenhälfte immer weiter zurück und gab dann auf. Das Rennen war inzwischen deutlich schneller geworden. Konga sorgte für ein hohes Tempo und setzte sich zusammen mit Wang Junxia von ihren Konkurrentinnen immer weiter ab. Ein Fünferfeld mit Radcliffe an der Spitze lag hinter den beiden Führenden. Weitere Verfolgerinnen waren die Italienerin Roberta Brunet, Rose Cheruiyot aus Kenia, die Russin Jelena Romanowa und die Japanerin Michiko Shimizu. Der Abstand zu den nächsten Läuferinnen war allerdings nicht groß. Zwei Runden vor Schluss ergriff Wang Junxia die Initiative und zog an der lange führenden Konga vorbei. Mit deutlichem Vorsprung ging die Chinesin in die Schlussrunde. Auch Konga war ungefährdete Zweite. Spannend war jetzt der Kampf um die Bronzemedaille. Zunächst lösten sich Brunet und Radcliffe aus dem Verfolgerfeld. doch die Britin hatte nun ihre bekannten Spurtprobleme. Mit deutlichen Abständen untereinander liefen die Athletinnen ins Ziel. Olympiasiegerin wurde Wang Junxia vor Pauline Konga. Roberta Brunet verteidigte souverän ihren Bronzeplatz vor Michiko Shimizu, die Paula Radcliffe noch auf Rang fünf verdrängte. Jelena Romanowa wurde Sechste vor der Rumänin Elena Fidatow und Jelena Romanowa.

## Videolinks
- 6288 Olympic 1996 5000m Women, youtube.com, abgerufen am 13. Januar 2022
- 6540 Olympic 1996 5000m Women, youtube.com, abgerufen am 13. Januar 2022
- Women's 5000m Final Atlanta Olympics 1996, youtube.com, abgerufen am 7. März 2018